# Ваља Негрилесиј (Алба)
Ваља Негрилесиј (рум. Valea Negrilesii) насеље је у Румунији у округу Алба у општини Бучум. Oпштина се налази на надморској висини од 929 m.

## Становништво
Према подацима из 2002. године у насељу је живело 84 становника, од којих су сви румунске националности.